# أليكس ستيدا
أليكس ستيدا مواليد 13 أبريل 1961 في فانكوفر، هو دراج كندي سابق في صنف سباق الدراجات على الطريق. سبق أن شارك في دورة الألعاب الأولمبية الصيفية.

## الميداليات
| الميدالية | المسابقة                  |
| --------- | ------------------------- |
| برونزية   | دورة ألعاب الكومنولث 1982 |

## وصلات خارجية
- الموقع الرسمي

## روابط خارجية
- أليكس ستيدا على موقع أرشيف الدراجات (الإنجليزية)
- أليكس ستيدا على موقع إحصائيات الدراجات الإحترافية (الإنجليزية)
- أليكس ستيدا على موقع أوليمبيديا (الإنجليزية)
- أليكس ستيدا على موقع اتحاد ألعاب الكومنولث (مؤرشف) (الإنجليزية)